# Boullay-les-Troux
Boullay-les-Troux település Franciaországban, Essonne megyében. Lakosainak száma 632 fő (2022. január 1.). Boullay-les-Troux Saint-Rémy-lès-Chevreuse, Pecqueuse, Chevreuse, Choisel és Les Molières községekkel határos.

## Népesség
A település népességének változása:
| Lakosok száma | 626  | 631  | 658  | 643  | 647  | 648  | 647  | 639  | 632  |
|               | 2013 | 2015 | 2016 | 2017 | 2018 | 2019 | 2020 | 2021 | 2022 |